# Scotophilus viridis
Scotophilus viridis là một loài động vật có vú trong họ Dơi muỗi, bộ Dơi. Loài này được Peters mô tả năm 1852.
Loài dơi này được tìm thấy trong Bénin, Botswana, Burkina Faso, Cameroon, Cộng hòa Trung Phi, Chad, Bờ Biển Ngà, Ethiopia, Gambia, Ghana, Kenya, Madagascar, Malawi, Mali, Mozambique, Namibia, Nigeria, Nigeria, Senegal, Nam Phi, Sudan, Tanzania, Togo, Zambia và Zimbabwe. Môi trường sống tự nhiên của chúng là xa vẳn là khô và ẩm.